# Vaccix
María Lucía Aramayo Díez de Medina, (Santa Cruz de la Sierra, 4 de agosto de 2000), es una cantante, compositora y diseñadora de indumentaria boliviana que se ha hecho famosa bajo el nombre artístico de Vaccix. Inició su carrera musical en 2017 y ha explorado una variedad de géneros, incluyendo trap, rap y hip hop. Actualmente, mantiene su residencia tanto en Buenos Aires como en Santa Cruz.

## Carrera
Vaccix se estableció en Argentina a la edad de 13 años, marcando el inicio de su carrera musical en este país. Estudió Diseño de Indumentaria en Buenos Aires, donde fundó su propia su propia marca de ropa y accesorios llamada Mery Vaccix, la cual sirvió de inspiración para adoptar su nombre artístico Vaccix. Aunque este nombre tiene una aparente conexión con la numerología, Vaccix ha optado por mantener su significado en secreto, revelándolo solo tras alcanzar una meta personal.
Su carrera despegó en 2019 con el lanzamiento de Choca Bandida, una colaboración con su colega cruceño Corona. Durante la pandemia, creó un tema titulado Cuarentena, que refleja su experiencia durante el encierro. Consciente de la falta de representación femenina en la escena musical urbana de Bolivia, se sintió impulsada a regresar a su país natal para integrarse activamente en la industria musical y contribuir a cambiar esta situación.
El 29 de junio de 2021, Vaccix llegó a Santa Cruz, y tan solo tres meses después, estaba cantando para Sara Hebe. Tras su regreso, lanzó Ay Ay Ay en colaboración con Viudita Moderna, una canción que acumuló 75 mil vistas en YouTube en tan solo una semana. Esta pieza musical, concebida durante su estancia en Argentina tres años antes de su publicación, inicialmente comenzó a grabarse en Tiluchi Récords con la intención de realizar un dúo con el músico Corona.Sin embargo, no fue hasta su regreso a Bolivia que el proyecto se completó y la canción fue finalmente lanzada en un videoclip bajo la producción de Saqra Collective, contando con la colaboración de Viudita Moderna.En septiembre de ese mismo año, realizó cinco nuevos lanzamientos más, de los cuales cuatro estuvieron entre las 50 canciones más escuchadas en Spotify en Bolivia. Este esfuerzo culminó con su reconocimiento como la Mejor Artista Nueva en el Bolivia Music Awards 2021.
Posteriormente, en las vísperas del Día de la Mujer Bolivia, el 9 de octubre de 2021, se llevó a cabo el Festival de Música con M de Mujer en el Teatro Meraki de Santa Cruz con el propósito de resaltar y celebrar el talento femenino en la industria musical. En el evento participó Vaccix junto a otras artistas nacionales como Lu de la Tower, Mariana Massiel, Viudita Moderna, Las Majas, entre otras.
El  el 7 de julio de 2022, Vaccix lanzó Efímero junto al artista venezolano Ángel Blanchard, estrenando con un exitoso videoclip. Posteriormente, el 21 septiembre presentó Zafiro, una nueva producción que marcó el inicio de una gira nacional antes de dirigirse nuevamente a Argentina para participar en el festival Primavera Sound. Durante dicho festival, tuvo una destacada participación, convirtiéndose en la primera y única boliviana en formar parte del line-up. El espectáculo incluyó sus éxitos y marcó el estreno de su sencillo All ma Bitches.
A mediados de marzo de 2023 sufrió un accidente  que resultó en quemaduras graves en todo su cuerpopor lo que fue ingresada en una Unidad de Terapia Intensiva (UTI) en Argentina el 13 de marzo. Durante su tiempo en el hospital, requirió múltiples intervenciones de los equipos de cirugía plástica y medicina interna de ambos países, Bolivia y Argentina. A pesar de las complicaciones clínicas, Vaccix logró superar lentamente estos desafíos.
Después de su recuperación, Vaccix regresó a la escena musical con nuevos proyectos. Lanzó una nueva canción titulada Quemando veneno. La canción fue creada a principios de marzo, pero su lanzamiento tuvo que posponerse debido a su estado de salud. En julio de 2023 hizo público el lanzamiento de su producción discográfica.
En febrero de 2024, Vaccix lanzó el álbum Apolo 44, que consta de 8 canciones que exploran una amplia variedad de géneros musicales, incluyendo reguetón, trap, boom bap y experimental, con colaboraciones destacadas.El nombre del disco está inspirado en el dios griego Apolo, que personifica tanto la medicina como el arte, reflejando la dualidad entre la expresión artística de Vaccix y su pasado clínico, evidente tras el accidente que sufrió. Además, la elección del número 44 para el álbum es simbólica, representando la suma de las 8 canciones que lo componen. 

## Vida personal

### Accidente en ducha solar
Durante un episodio en una ducha solar, la artista boliviana Vaccix sufrió quemaduras graves que abarcaron aproximadamente el 86% de su cuerpo. Aunque las causas exactas del accidente no están claras, la artista describió sensaciones de ardor seguidas de un desmayo y náuseas. Se presume que pudo haber sido una reacción alérgica, química o a la exposición a los rayos UV, lo que resultó en quemaduras en su cuerpo, manifestadas por la aparición de ampollas en su piel. El impacto fue tal que la sumió en un coma inducido y requirió un prolongado período de hospitalización.
El 13 de marzo, el equipo de trabajo de Vaccix anunció que había sido ingresada en terapia intensiva debido a las graves quemaduras. Fue trasladada de urgencia en un avión ambulancia a Buenos Aires, donde su pronóstico se consideraba reservado.Durante cuarenta días, Vaccix permaneció en terapia intensiva, aunque solo estuvo consciente durante aproximadamente diez días. La mayoría de su estancia en el hospital se desvaneció en su memoria.
El 6 de abril se informó que Vaccix se estaba recuperando favorablemente y había respondido positivamente al tratamiento. En medio de su recuperación, compartió reflexiones sobre la vida y la belleza natural en las redes sociales, resaltando la importancia de la gratitud y la valoración de las pequeñas cosas cotidianas. Su mensaje transmitió un sentido de asombro y agradecimiento por la vida, alentando a sus seguidores a apreciar cada momento.
Emocionada, anunció su salida de la clínica el 21 de abril de 2023, después de un mes y pico de internación, tres semanas de coma y de estar dormida, y recibir tratamiento en terapia intensiva e intermedia.Este episodio, aunque traumático, se convirtió en un punto de inflexión en la vida de la artista, moldeando su perspectiva y su trayectoria artística de manera significativa.

## Discografía
Álbumes de estudio
- 2024: Apolo 44

## Sencillos
1. Choca Bandida (ft. Corona) (2019)
2. Cuarentena (2020)
3. Basura (2021)
4. Ay, ay, ay (ft. Viudita Moderna) (2021)
5. Sola (2022)
6. Soberbia (2022)
7. Efímero (ft. Angel Blanchard) (2022)
8. Zafiro (2002)
9. All ma Bithches (2023)
10. Quemando Veneno (ft. Red Shine) (2023)
11. No sé amar (ft. Chin) (2025)
12. Modo asesina (ft. Viudita Moderna) (2025)
13. Dydy (ft. Chin) (2025)

## Premios y nominaciones

### Bolivia Music Awards
| Año  | Categoría                | Trabajo    | Resultado | Ref.   |
| ---- | ------------------------ | ---------- | --------- | ------ |
| 2021 | Mejor Nueva Artista      | Ella misma | Ganadora  | [ 8 ]  |
| 2022 | Mejor Artista Urbana     | Ella misma | Nominada  | [ 21 ] |
| 2022 | Video del Año            | Sola       | Nominada  | [ 21 ] |
| 2022 | Artista Femenina del año | Ella misma | Nominada  | [ 21 ] |
| 2023 | Mejor Artista Urbana     | Ella misma | Nominada  | [ 22 ] |
| 2024 | Álbum del año            | Apolo 44   | Nominada  | [ 23 ] |
| 2024 | Mejor Artista Urbana     | Ella misma | Nominada  | [ 23 ] |